# Lindans

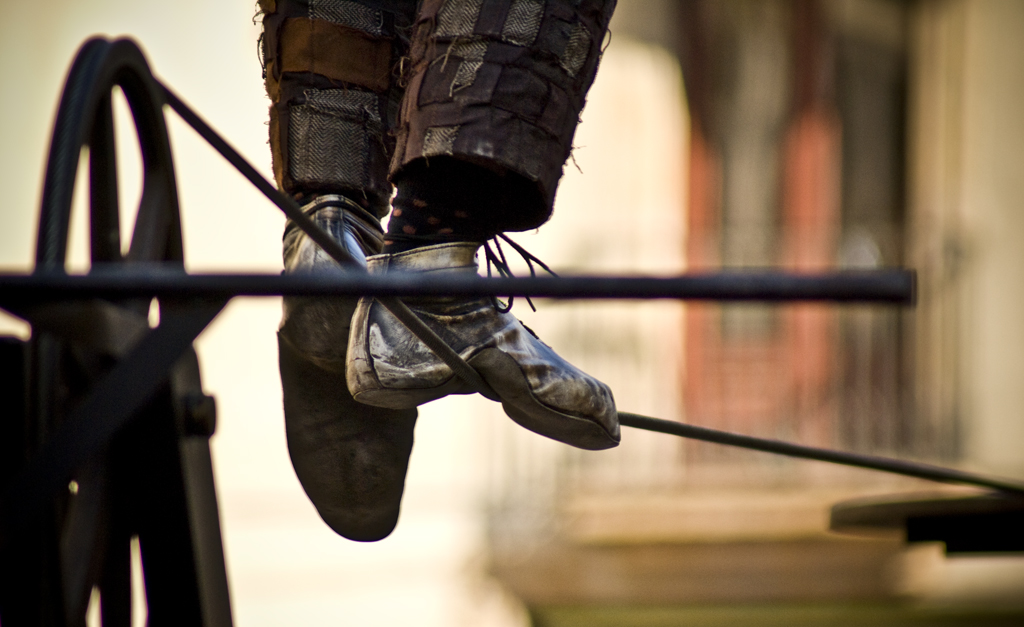
En lindansares fötter.

Lindans kallas balansgång på sträckt eller slak lina (oftast en vajer) uppsatt mellan två fästpunkter, där det senare alternativet anses mest krävande. Ett synonymt uttryck är ”gå på lina”.  Ett vanligt tillbehör är den så kallade balansstången. Lindans förekom i det forna Kina , liksom i antikens Grekland och Rom.
Niagarafallen och Grand Canyon har passerats av lindansare på sträckt lina. I Sverige har lindansare gått över en 250 meter bred skreva i Multråberget. Flera av dem har begåvats med namnet Multråmannen. Lokala uppgiftslämnare minns i Anbytarforum två av dem: Sture Källman  alias Max Morris (1929-) - nu bosatt i Kanada - och Ingvar Andersson (1922-1976).
Av kända lindansare kan nämnas fransmannen Charles Blondin (Jean François Gravelet, 1824-1897), som 1859 blev först att ”besegra” Niagarafallen. Den svenska cirkusartisten Elvira Madigan är mer omskriven för sitt tragiska öde än för sin lindans. En annan känd lindansare är fransmannen Philippe Petit som framförallt är känd för att ha gått på lina mellan tornen på World Trade Center i New York.
Uttrycket ”balansera på slak lina” används ibland för att beteckna ett kritiskt läge, där effekten av möjliga åtgärder är svår att överblicka, med andra ord "ett svajigt läge".